# سیلور ویسپر
سیلور ویسپر (به انگلیسی: Silver Whisper) یک کشتی است که طول آن ۶۱۰ فوت (۱۹۰ متر) می‌باشد. این کشتی در سال ۲۰۰۱ ساخته شد.